# Théorème des lacunes d'Ostrowski-Hadamard
En analyse, le théorème des lacunes d'Ostrowski-Hadamard est un résultat sur le prolongement analytique de série entière dont les termes non nuls sont séparés par des « lacunes » de taille suffisante. La somme d'une telle série entière ne peut se prolonger au-delà du bord du disque de convergence.

## Énoncé
Soit 0 < p0 < p1 < … une suite d'entiers. On suppose qu'il existe λ > 1 tel que pour tout entier naturel j,
{\displaystyle {\frac {p_{j+1}}{p_{j}}}>\lambda .}
Soit (αj)j∈ℕ une suite de nombres complexes telle que la série entière suivante :
{\displaystyle f(z)=\sum _{j\in \mathbb {N} }\alpha _{j}z^{p_{j}}}
ait un rayon de convergence égal à 1. Alors, aucun point de module 1 n'est régulier pour f. Autrement dit, f ne peut être prolongée analytiquement sur un ouvert incluant le disque unité ouvert et un point du cercle unité. 